# Кодиров, Бегали Якубович
Бегали Якубович Кодиров (узб. Begali Yoqubovich Kodirov; 22 сентября 1973 года, Алтынкульский район, Андижанская область, УзССР, СССР) — узбекский политический деятель и агроном, с 2020 года депутат Законодательной палаты Олий Мажлиса Республики Узбекистан IV созыва. Член УзЛиДеП.

## Биография
Бегали Якубович родился 22 сентября 1973 года в Алтынкульском районе Андижанской области Узбекской ССР. В 1995 году окончил Андижанский сельскохозяйственный институт, получив высшее образование по специальности агроном. 
В 1995 устроился рабочим на ферме «Машъал» в Алтынкульском районе. С 1997 по 2006 был заведующим экономической биолабораторией. Позже, в 2007-2016 годах был назначен на должность руководителя фермерского хозяйства «Латифжон ери». Через некоторое время, в 2016 году Кодиров Бегали стал председателем Алтынкульского районного отдела Совета фермеров Узбекистана. Затем, с 2018 года является председателем Андижанского областного Совета фермеров, дехканских хозяйств и владельцев приусадебных земель Узбекистана. 

## Награды
В 2013 году награжден медалью «Шухрат».